# Bachta
Bachta (ros. Бахта) – rzeka we wschodniej Syberii w Krasnojarskim Kraju, dopływ Jeniseju. W jej ujściu znajduje się wieś Bachta. W dolnym biegu żeglowna. Zamarza w połowie października, otwarta w połowie maja.
Długość 498 km, powierzchnia dorzecza 35,5 tys. km². Zasilana śniegiem i deszczem.